# Carlo Emanuele Quezel
Carlo Emanuele Quezel (Genova, 18 aprile 1837 – Sorrento, 5 marzo 1871) è stato un artigiano e patriota italiano, che ha combattuto nella spedizione dei Mille condotta da Giuseppe Garibaldi.

## Biografia
Nacque a Genova il 18 aprile 1837 da Ambrogio.
Nel 1860 partecipò alla spedizione dei Mille venendo promosso sottotenente.
Esercitava il mestiere di falegname. Nonostante fosse stato riformato alla visita per la leva militare a causa della bassa statura, partì con Garibaldi e si segnalò nei vari combattimenti, ottenendo il grado di sottotenente. Durante gli scontri per la presa di Palermo, rimase ferito gravemente alla testa tanto da perdere l'occhio sinistro e subire una deformazione permanente all'osso frontale.
Le ferite probabilmente gli provocarono danni cerebrali che lo portarono alla pazzia e alla morte, avvenuta nel 1876 a Sorrento.